# Khadjidimovo
Khadjidimovo (Хаджидимово en bulgare) est une ville du sud-ouest de la Bulgarie.

## Géographie
La ville de Khadjidimovo est située dans le sud de la Bulgarie, à 190 km au sud de Sofia. Elle se situe dans une vallée entre les massifs des Rhodopes (à l'est) et du Pirin (à l'ouest), dans laquelle coule la rivière Mesta.
La ville de Khadjidimovo est le chef-lieu de la commune de Khadjidimovo.

## Galerie

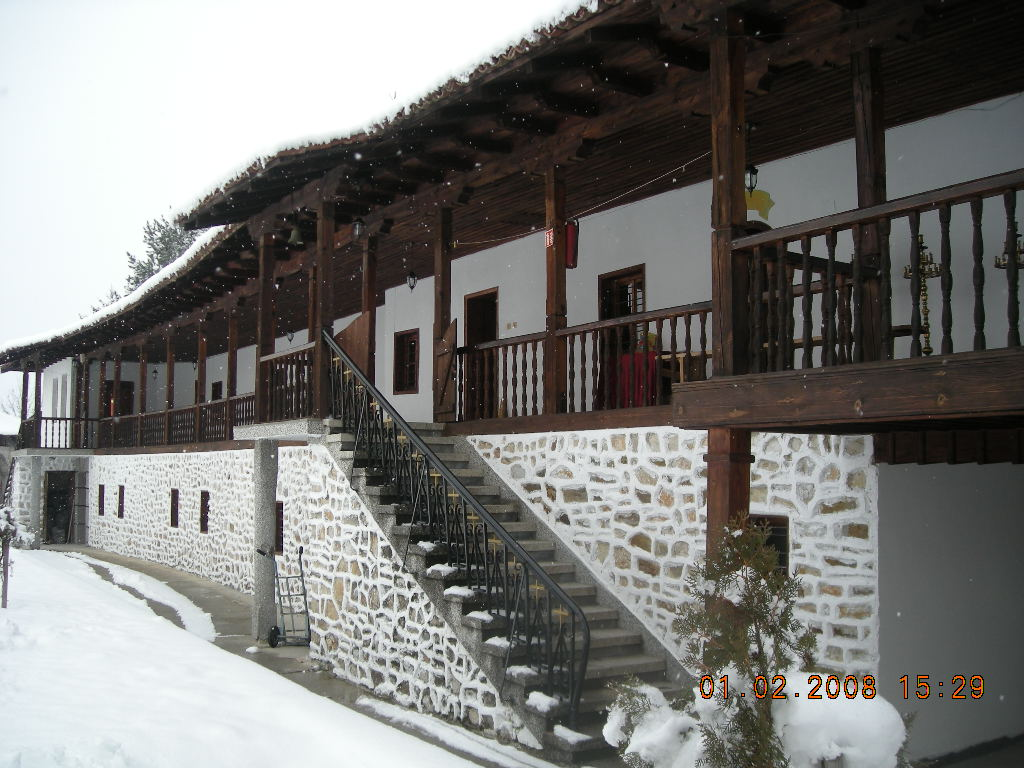
Monastère Saint-Georges
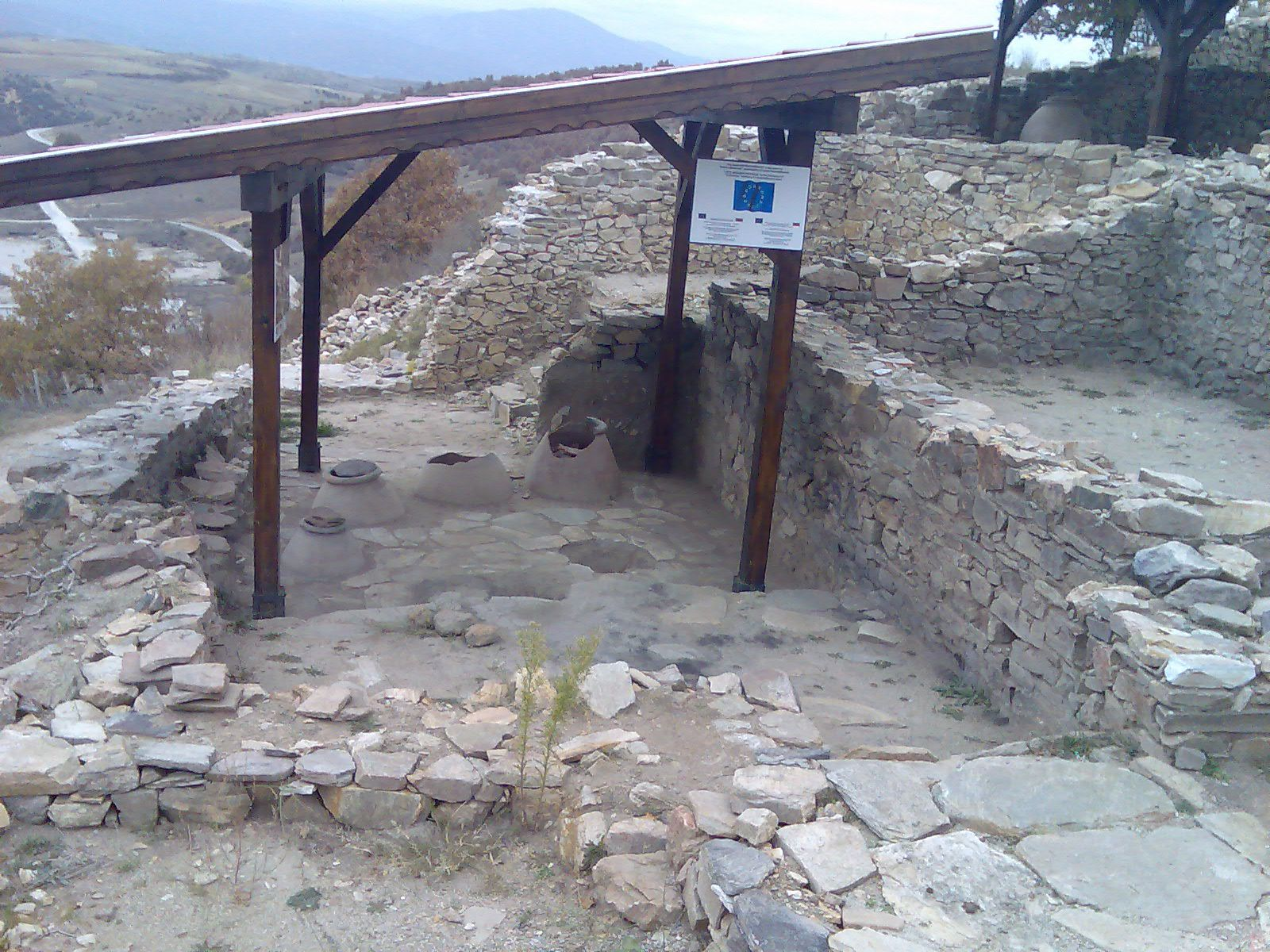
Forteresse antique et chapelle Saint-Dimitri près de Khadjidimovo
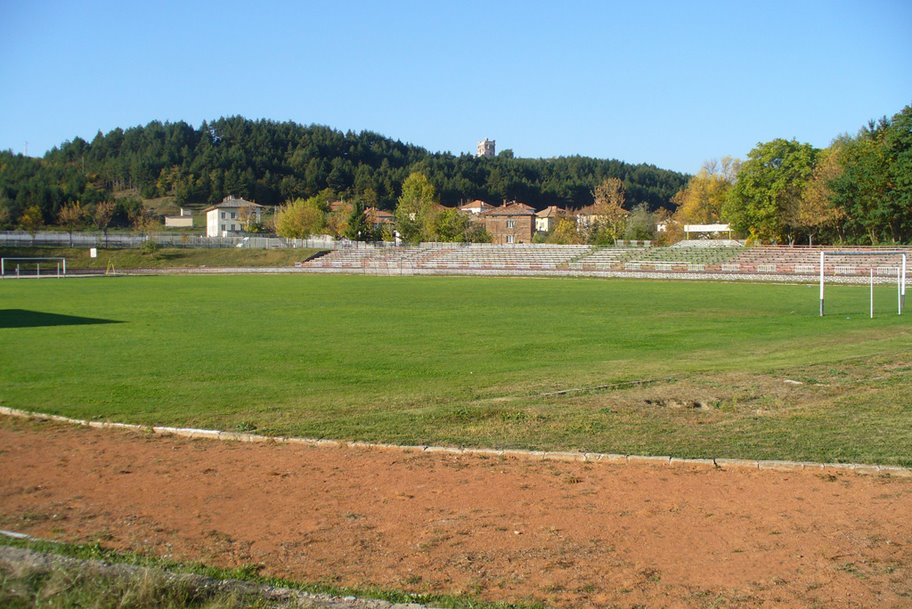
Le stade Dimitar Lékin